# Keep Talking
Keep Talking é uma canção da banda britânica de rock Pink Floyd, do álbum The Division Bell. A música conta com a voz de Stephen Hawking, físico britânico mundialmente famoso, falecido em 2018.  David Gilmour, guitarrista da banda, ouviu a voz de Hawking em um comercial da British Telecom, comprou seus direitos e decidiu utilizá-la na música, que também faz uso da "Talk Box".
Foi lançada como o primeiro single de Division Bell, em março de 1994. Também é o lado B do single "High Hopes", e foi regravada no álbum Pulse. Foi escrita por David Gilmour, Richard Wright e Polly Samson.
Alcançou o primeiro lugar na Mainstream Rock Tracks, em 1994.

## Lançamento
A música foi o primeiro single a ser lançado do álbum nos Estados Unidos em março de 1994.
A canção foi incluída na compilação de 2001, Echoes: The Best of Pink Floyd.

## Ficha técnica
- Richard Wright - órgão hammond e teclados
- Nick Mason - bateria e percussão
- David Gilmour - vocal, guitarra, talk box e EBow

Músicos convidados
- Jon Carin - programação e teclados
- Guy Pratt - baixo
- Sam Brown, Durga McBroom e Carol Kenyon - vocais de apoio
- Stephen Hawking - voz